# Nea Törmänen
Nea Törmänen (1997) è una giocatrice di football americano finlandese, che gioca come quarterback per le Oulu Northern Lights..